# Campeonato femenino de rugby de selecciones autonómicas
El Campeonato de España de rugby de selecciones autonómicas femeninas es una competición de rugby femenino organizada por la Federación Española de Rugby (FER) y las distintas federaciones territoriales del estado.[cita requerida]

## Palmarés
Resultados de las últimas ediciones:
| Año       | Sede                    | Campeonas           | Subcampeonas        | Terceras             |
| --------- | ----------------------- | ------------------- | ------------------- | -------------------- |
| 1994-1995 |                         | Cataluña            | Comunidad de Madrid |                      |
| 1995-1996 |                         | Cataluña            | Comunidad de Madrid |                      |
| 1996-1997 | liga                    | Cataluña            |                     |                      |
| 1997-1998 | liga                    | Cataluña            |                     |                      |
| 1998-1999 | liga                    | Cataluña            |                     |                      |
| 1999-2000 | liga                    | Cataluña            |                     |                      |
| 2000-2001 |                         | País Vasco          | Comunidad de Madrid |                      |
| 2001-2002 |                         | País Vasco          | Comunidad de Madrid |                      |
| 2002-2003 |                         | Comunidad de Madrid | País Vaco           |                      |
| 2003-2004 |                         | Cataluña            | País Vasco          |                      |
| 2004-2005 | Ginzo de Limia (Orense) | Comunidad de Madrid | País Vasco          | Cataluña             |
| 2005-2006 | Madrid                  | País Vasco          | Galicia             | Comunidad de Madrid  |
| 2006-2008 | Burgos (final)          | País Vasco          | Comunidad de Madrid | Andalucía            |
| 2008-2009 | Vitoria (Álava) (final) | País Vasco          | Comunidad de Madrid | Galicia              |
| 2010      | La Coruña               | País Vasco          | Comunidad de Madrid | Cataluña             |
| 2011      | Gerona                  | Comunidad de Madrid | País Vasco          | Cataluña             |
| 2012      | Córdoba                 | Cataluña            | Comunidad de Madrid | País Vasco           |
| 2013      | Torrevieja (Alicante)   | Comunidad de Madrid | Cataluña            | Galicia              |
| 2014      | La Coruña               | Cataluña            | Comunidad de Madrid | Galicia              |
| 2014-2015 | Zaragoza                | Comunidad de Madrid | Cataluña            | Galicia              |
| 2016      | Zaragoza (final)        | Cataluña            | Comunidad de Madrid | Comunidad Valenciana |